# Pedro Damián (productor)
Pedro Muñoz Romero (Ciudad de México, 29 de noviembre de 1952) conocido como Pedro Damián, es un productor, director, actor, escritor, guionista y compositor mexicano.

## Biografía
Pedro Muñoz Romero nació el 29 de noviembre de 1952 en la Ciudad de México. Es egresado del Instituto Tecnológico de la Educación, dedicándose a la Pedagogía Infantil y Comunicación, la cual, posteriormente se especializa en Pedagogía Teatral en una escuela ubicada en Londres, Inglaterra.
Aprovechando la fama lograda en ese entonces por grupos infantiles como Parchís, fue uno de los fundadores del grupo Timbiriche,  del que también fue director artístico. Dirige a su vez la sección infantil del Centro de Educación Artística de Televisa. Es miembro de la Fundación México Unido y en colaboración con UNICEF realizó la campaña del Día Internacional de Radio y Televisión a favor de los niños. Comienza a dirigir telenovelas de Televisa en 1983 con Chispita, de la mano de Valentín Pimstein y a producirlas en 1992, con El abuelo y yo.
Es el padre de las actrices Alexa Damián y Andrea Damián; hermano del actor y director de TV Juan Carlos Muñoz; y tío del actor Yago Muñoz. De su matrimonio con Vicky Díaz, nacieron sus mellizos, Roberta Damián y Damián.

## Filmografía

### Cine
| Año  | Título                           | Rol                    |
| ---- | -------------------------------- | ---------------------- |
| 1971 | Los cachorros                    | Rol desconocido        |
| 1974 | La isla de los hombres solos     | Rol desconocido        |
| 1975 | Un amor extraño                  | Rol desconocido        |
| 1975 | Los 7 pecados capitales          | Rol desconocido        |
| 1976 | Ronda revolucionaria             | Rol desconocido        |
| 1976 | The Return of a Man Called Horse | Standing Bear          |
| 1977 | La mujer perfecta                | Pablo                  |
| 1979 | Mojado power                     | Nicolás Pérez Palacios |
| 1979 | Eagle's Wing                     | José                   |
| 1979 | Anacrusa                         | Adomari                |
| 1980 | Caboblanco                       | Eduardo                |
| 1987 | Los confines                     |                        |
| 1989 | Gringo viejo                     | Capitán Ovando         |
| 2001 | The Warden of Red Rock           | Billy                  |
| 2002 | Amarte duele                     | Armando                |
| 2002 | Showtime                         | César Vargas           |
| 2002 | Collateral Damage                | River Rat              |
| 2006 | Cansada de besar sapos           | Rol desconocido        |
| 2008 | Amar                             | Amado                  |

### Televisión
| Año       | Título                            | Rol / Cargo                            | Empresa productora | Notas                               |
| --------- | --------------------------------- | -------------------------------------- | ------------------ | ----------------------------------- |
| 1971-1973 | El amor tiene cara de mujer       | Aníbal                                 | Televisa           |                                     |
| 1972      | Me llaman Martina Sola            | Rol desconocido                        | Televisa           |                                     |
| 1973      | Mi rival                          | Daniel                                 | Televisa           |                                     |
| 1974-1977 | Mundo de juguete                  | Rol desconocido                        | Televisa           |                                     |
| 1977-1978 | Humillados y ofendidos            | Rol desconocido                        | Televisa           |                                     |
| 1979      | Ángel Guerra                      | Rol desconocido                        | Televisa           |                                     |
| 1981-1982 | Juegos del destino                | Javier                                 | Televisa           |                                     |
| 1981-1982 | Cachún cachún ra ra!              | Profesor Buenrostro                    | Televisa           |                                     |
| 1982-1983 | Bianca Vidal                      | Gustavo                                | Televisa           |                                     |
| 1982-1983 | Chispita                          | Director de escena                     | Televisa           | Telenovela; 2° parte                |
| 1983-1984 | La fiera                          | Director de escena                     | Televisa           |                                     |
| 1984-1986 | Principessa                       | Director de escena                     | Televisa           | Telenovela; 1° parte                |
| 1985-1986 | Vivir un poco                     | Director de escena                     | Televisa           | Telenovela; 2° parte                |
| 1986      | Monte Calvario                    | Alfonso                                | Televisa           |                                     |
| 1986-1987 | Pobre juventud                    | Director de escena                     | Televisa           |                                     |
| 1987      | Pobre señorita Limantour          | Director de escena                     | Televisa           |                                     |
| 1987-1988 | Quinceañera                       | Director de escena                     | Televisa           |                                     |
| 1988      | Pasión y poder                    | Director de escena                     | Televisa           |                                     |
| 1989-1990 | Carrusel                          | Director de escena                     | Televisa           |                                     |
| 1992      | El abuelo y yo                    | Productor ejecutivo                    | Televisa           |                                     |
| 1992-1993 | Ángeles sin paraíso               | Productor ejecutivo                    | Televisa           |                                     |
| 1994-1995 | El vuelo del águila               | José María Pino Suárez                 | Televisa           |                                     |
| 1994-1995 | Prisionera de amor                | Productor ejecutivo Director de escena | Televisa           |                                     |
| 1995      | Si Dios me quita la vida          | Productor ejectutivo                   | Televisa           | Telenovela; 1° parte                |
| 1996-1997 | Luz Clarita                       | Director de escena                     | Televisa           |                                     |
| 1997      | Los hijos de nadie                | Director de escena                     | Televisa           |                                     |
| 1997-1998 | Mi pequeña traviesa               | Productor ejecutivo Director de escena | Televisa           |                                     |
| 1998      | Preciosa                          | Productor ejecutivo Director de escena | Televisa           |                                     |
| 1999      | Amor gitano                       | Productor ejecutivo Director de escena | Televisa           |                                     |
| 2000-2001 | Primer amor                       | Productor ejecutivo                    | Televisa           |                                     |
| 2002-2003 | Clase 406                         | Productor ejecutivoVargas              | Televisa           | Telenovela; 349 episodios1 episodio |
| 2004-2006 | Rebelde                           | Productor ejectutivo                   | Televisa           | Telenovela; 440 episodios           |
| 2005      | Adicción R                        | Productor ejectutivo                   | Televisa           |                                     |
| 2005      | RBD, qué hay detrás               | Productor ejectutivo                   | Televisa           |                                     |
| 2005      | RBD, el fenómeno                  | Productor ejectutivo                   | Televisa           |                                     |
| 2007      | RBD, la familia                   | Productor ejectutivo                   | Televisa           | Serie de televisión, 13 episodios   |
| 2007      | Lola, érase una vez               | Productor ejectutivo                   | Televisa           |                                     |
| 2007      | S.O.S: Sexo y otros secretos      | Genaro                                 | Televisa           | Serie de televisión; temp. 1        |
| 2009      | Verano de amor                    | Productor ejecutivo                    | Televisa           |                                     |
| 2010      | Niña de mi corazón                | Productor ejecutivo                    | Televisa           | Telenovela: 90 episodios            |
| 2012      | Miss XV                           | Productor ejecutivo Director de escena | Televisa           | Telenovela; 120 episodios           |
| 2014-2015 | Muchacha italiana viene a casarse | Productor ejecutivo Director de escena | Televisa           | Telenovela; 172 episodios           |
| 2016-2017 | Despertar contigo                 | Productor ejecutivo                    | Televisa           |                                     |
| 2018-2019 | Like, la leyenda                  | Productor ejecutivo                    | Televisa           | Telenovela: 97 episodios            |

## Premios y nominaciones

### Premios TVyNovelas
| Año  | Categoría                 | Telenovela                        | Resultado |
| ---- | ------------------------- | --------------------------------- | --------- |
| 2017 | Mejor reparto             | Despertar contigo                 | Nominado  |
| 2016 | Mejor telenovela          | Muchacha italiana viene a casarse | Nominado  |
| 2013 | Mejor serie               | Miss XV                           | Nominado  |
| 2006 | Mejor telenovela          | Rebelde                           | Nominado  |
| 2003 | Mejor telenovela          | Clase 406                         | Nominado  |
| 2001 | Mejor telenovela          | Primer amor                       | Nominado  |
| 1993 | Mejor telenovela          | El abuelo y yo                    | Nominado  |
| 1989 | Mejor dirección de escena | Pasión y poder                    | Nominado  |

### Kids Choice Awards México
| Año  | Categoría         | Nominado | Resultado |
| ---- | ----------------- | -------- | --------- |
| 2012 | Programa favorito | Miss XV  | Ganadores |

### Kids Choice Awards Argentina
| Año  | Categoría         | Nominado | Resultado |
| ---- | ----------------- | -------- | --------- |
| 2012 | Programa favorito | Miss XV  | Nominado  |

### TV Adicto Golden Awards
| Año  | Categoría                | Nominados    | Telenovela                        | Resultado |
| ---- | ------------------------ | ------------ | --------------------------------- | --------- |
| 2014 | Mejor música incidental  | Pedro Damián | Muchacha italiana viene a casarse | Ganador   |
| 2014 | Mejor telenovela juvenil | Pedro Damián | Muchacha italiana viene a casarse | Ganador   |